# Green Light (canción de Beyoncé)
«Green Light» es una canción interpretada por la cantante estadounidense Beyoncé, incluida en su segundo álbum de estudio B'Day (2006). Fue compuesta por la cantante, Sean Garrett y Pharrell Williams y producida por ella y The Neptunes. La compañía discográfica Columbia Records la publicó como el quinto sencillo del disco en el Reino Unido, y séptimo en general, el 30 de julio de 2007. Es una canción de géneros R&B y funk, cuya letra habla de una mujer descontenta con su relación que insta a su pareja a que siga adelante con su vida. Además, en la canción, Beyoncé hace uso de un tono de voz bastante agresivo. Compuesta en la tonalidad de la menor, «Green Light» contiene los samples «Uh-oh-oh-oh-oh», que según los críticos, tenía un parecido flagrante con su propio sencillo «Crazy in Love», lanzado en 2003.
En términos generales, «Green Light» recibió reseñas positivas de los críticos, que elogiaron el ritmo, el bajo y el tono agresivo utilizado por Beyoncé. Desde el punto de vista comercial, obtuvo una recepción moderada en las listas, pues llegó a los veinte mejores en la región Flamenca de Bélgica y en los Países Bajos. La versión Freemasons Remix se ubicó en el duodécimo y décimo octavo puesto en el Reino Unido y los Países Bajos, respectivamente. El vídeo musical, dirigido por Melina Matsoukas y la intérprete, está inspirado en el de «Addicted to Love», de Robert Palmer, y cuenta con la aparición de las integrantes de Suga Mama, la banda de coristas de Beyoncé; la artista lo consideró el más difícil de rodar. Para promocionar el tema, se presentó en los programas de televisión Good Morning America y Today Show, y posteriormente formó parte de la gira The Beyoncé Experience (2007).

## Antecedentes y publicación
Tras haber filmado Dreamgirls, donde interpretó a un personaje basado en Diana Ross, Beyoncé confirmó que se tomaría vacaciones durante un mes. En el descanso, fue al estudio para empezar a trabajar en su segundo álbum en solitario, B'Day, para el que afirmó haberse inspirado en su papel en la película; al respecto, declaró: «Tenía muchas cosas guardadas, muchas emociones, muchas ideas». Para ello, contactó al cantante y compositor Sean Garrett, con quien ya había trabajado durante su periodo en Destiny's Child y posteriormente en su sencillo «Check on It». Junto a Pharrell Williams, que también había colaborado anteriormente con ella, Garrett reservó los estudios Sony Music en Nueva York para empezar a trabajar. «Green Light» fue compuesta por ellos tres y producida por Beyoncé y The Neptunes. La grabación se realizó en el mismo estudio y estuvo a cargo de Jim Caruana, mientras que la mezcla de Jason Goldstein.
En junio de 2006, Beyoncé invitó a Tamara Conniff, de la revista Billboard, a un estudio de grabación en Nueva York. En esa ocasión estrenó varias canciones del álbum, entre ellas «Ring the Alarm» y «Freakum Dress» (2006), las cuales citó como el segundo o tercer sencillo en ser publicados en Estados Unidos. Al mismo tiempo, reveló que «Green Light» y «Get Me Bodied» (2007) se habían previsto para ser lanzadas como el segundo sencillo internacional y el tercero en EE. UU., respectivamente, de B'Day, tras la publicación del primero, «Déjà Vu» (2006). Sin embargo, finalmente optó por «Ring the Alarm» como el segundo, que se puso a la venta en los Estados Unidos, mientras que «Irreplaceable» (2006) fue publicado oficialmente como el segundo sencillo internacional y el tercero en Estados Unidos. «Green Light» estuvo disponible en el Reino Unido el 30 de julio de 2007 como el séptimo sencillo internacional, después del lanzamiento universal de «Beautiful Liar» (2007), junto con la cantante colombiana Shakira. Además, un EP digital con la pista original y una remezcla del equipo de producción inglés Freemasons se lanzó al mercado el 27 de julio de 2007 por medio de descarga digital en línea.

## Composición

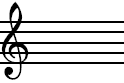
Armadura de la menor, tonalidad en la que está compuesta la canción.

«Green Light» es una canción de géneros R&B y funk, con un tempo vivace, y contiene elementos de funk «futurista». Según la partitura publicada en Musicnotes por EMI Music Publishing, está compuesta en la tonalidad de la menor con un tempo moderado de 132 pulsaciones por minuto; sigue una progresión armónica de fa menor-sol♭, con un cambio ocasional a un acorde adicional de si menor♭-7. El registro vocal de Beyoncé abarca desde la nota do♯4 a fa5. La canción está construida sobre una línea de bajo y cuenta con un pulso «algo más orgánico». «Green Light» se caracteriza por el sample «uh-huh» y utiliza «estridentes punzadas» que, según un revisor de The Guardian, son un «eco directo de "Crazy in Love"». De acuerdo con The London Paper, las voces uh-oh-oh-oh-oh en «Green Light» constituyen una «imitación de la interpretación de Amerie» en su sencillo «1 Thing».
«Green Light» también hace uso de una percusión latina, así como de intervenciones de trompas de soul, y presenta un carácter bastante agresivo. Conforme a Jon Pareles, de The New York Times, es una canción de ruptura, en la que la protagonista insta a su pareja a que siga con su vida. Esto se muestra en las líneas del intermedio: Go Go!. La letra se construye en la forma tradicional de verso-estribillo y comienza con una introducción en la que Beyoncé canta: Give it to mama. Jaime Gill, de Yahoo! Music, comentó que el tema parece ser todo «escabullido y minimalista antes de la aparición repentina de un coro». Se sigue el patrón de verso-estribillo-verso-verso-estribillo para dar paso al puente. Beyoncé repite el estribillo para poner fin a la canción.

## Recepción

### Crítica
En general, «Green Light» recibió buena acogida de la crítica. Eb Haynes de AllHipHop se refirió a «Green Light» como un «clásico ritmo de Pharrell-The Neptunes». Andy Kellman, de AllMusic, la describió como un «número ambicioso y veloz que continuamente cambia tempi y sonidos». Spence D., del sitio IGN, afirmó: «"Green Light" sumerge de nuevo cosas en la falsa terrenalidad, ambas con un pulso ligeramente más natural que suena a Neptunes». El periodista sintió que la «línea de bajo murmurante suena muy familiar, puesto que ha sido utilizada en otros [temas de] The Neptunes [...]». Por su parte, Jaime Gill, de Yahoo! Music, dijo que era «lo mejor que Pharrell y compañía han hecho en mucho, mucho tiempo», y Roger Friedman, de Fox News, la consideró como la segunda opción en tener el mayor potencial para convertirse en un gran éxito, tras «Irreplaceable» (2006). Sin embargo, en una opinión menos favorable, Thomas Inskeep, de la revista Stylus, comentó que es un «tema aburrido de percusión azarosa [...] que no va a ninguna parte».

### Comercial
Desde el punto de vista comercial, «Green Light» obtuvo una recepción moderada en las listas. En la región Flamenca de Bélgica, ingresó en el puesto número 25 el 20 de octubre de 2007 y, luego de cinco semanas, alcanzó su posición más alta, en el 10. En Irlanda, debutó y alcanzó la posición 48, el 23 de agosto de 2007, mientras que en los Países Bajos, ocupó el vigésimo lugar. En total, permaneció once semanas en esta última lista.
De la misma forma que la versión del álbum, la remezcla realizada por Freemasons también obtuvo un recibimiento moderado. En el Reino Unido, apareció por primera vez en el puesto septuagésimo octavo de la lista UK Singles Chart el 28 de julio de 2007. Debido a la gran difusión radiofónica de las remezclas de Freemasons, tan pronto como estuvo disponible, la canción escaló 60 puestos, desde el número 78 hasta el 17 el 11 de agosto de 2007, y luego al 12, por lo que dio a Beyoncé su undécimo top 20 en el Reino Unido. «Green Light» permaneció en total nueve semanas, y en la lista anual de 2007, ocupó el lugar 193. Por último, en los Países Bajos, la remezcla alcanzó el décimo octavo puesto el 29 de septiembre y estuvo en el conteo seis semanas.

## Vídeo musical
Melina Matsoukas dirigió el vídeo musical de «Green Light», mientras que Beyoncé lo codirigió. Fue el tercer vídeo filmado durante las dos semanas programadas para el DVD B'Day Anthology Video Album (2007). La inspiración principal del vídeo fue «Addicted to Love» (1985), del músico Robert Palmer, con sus «modelos de cara serias tratando de tocar la guitarra». La cantante consideró a «Green Light» como una versión moderna de dicho vídeo, ya que se utilizaron los instrumentos como un decorado en el que ella actuaba como una estrella del rock.
También reveló que las escenas le recordaban a Vanity 6 y que fue el «más difícil» de rodar. Una parte del vídeo de «Kitty Kat» introduce al de «Green Light». Además de vestirse con ropa de látex de caucho, ella y sus bailarinas tuvieron que usar botas de ballet en punta. Los zapatos les causaron ampollas en los pies y espasmos musculares, ya que las sesiones de rodaje llegaron a durar hasta dieciocho horas. Beyoncé invitó a su banda de mujeres, Suga Mama, para que realizaran una segunda aparición en el vídeo, después de su debut en «Irreplaceable» (2006). El vídeo fue publicado en el MTV Overdrive el 31 de marzo de 2007.

## Presentaciones en directo

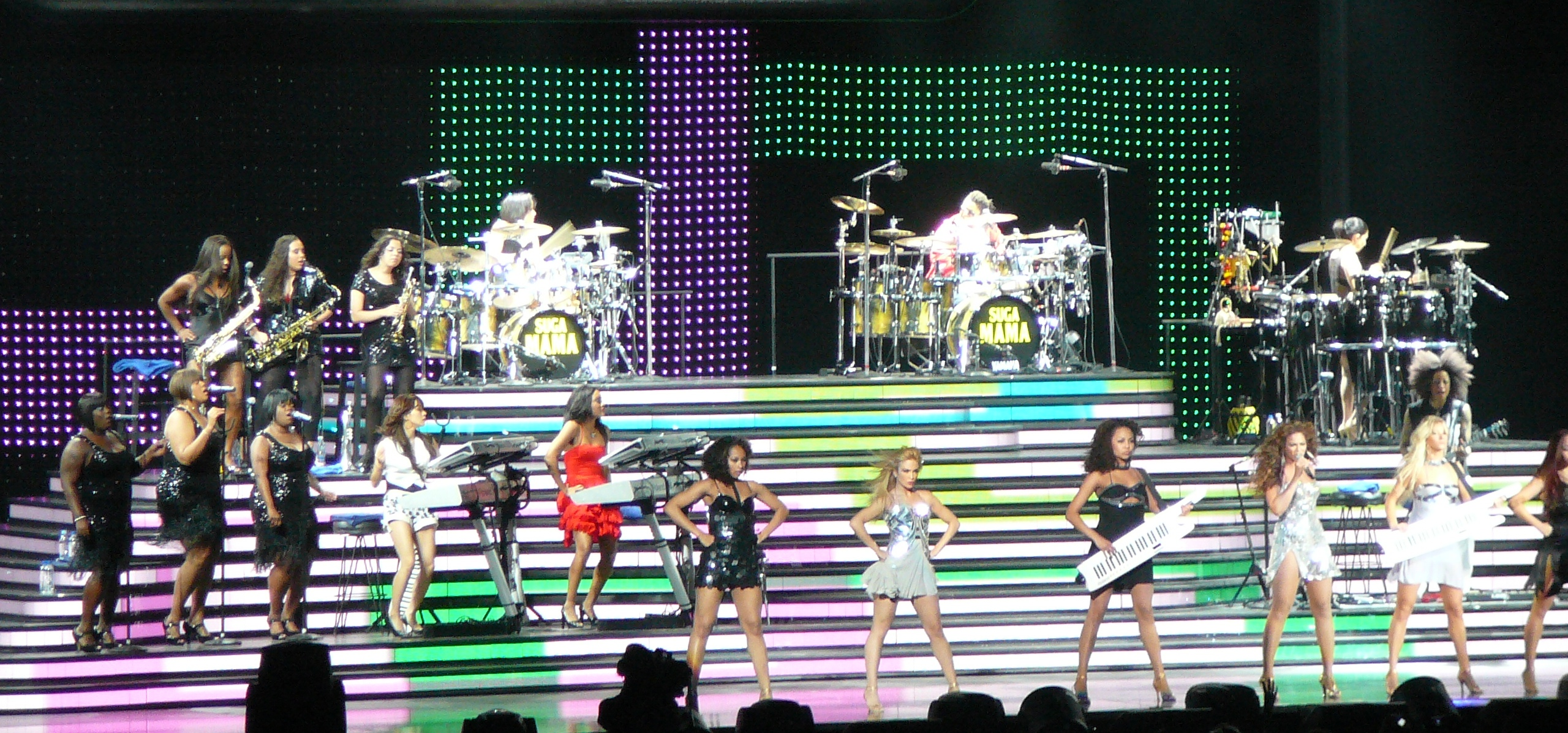
Beyoncé interpretando la canción en su gira internacional The Beyoncé Experience (2007).

El 6 de septiembre de 2006, Beyoncé promocionó el álbum con un espectáculo de «Green Light» en el programa Good Morning America. El 2 de abril de 2007, apareció en el programa Today Show para promover la edición de lujo de B'Day, que fue lanzado al mercado el día siguiente, y cantó la versión en spanglish de «Irreplaceable» y «Green Light». La canción formó parte del repertorio de su gira The Beyoncé Experience; en la presentación, llevaba un vestido «brillante» de plata con una larga cola y estuvo acompañada de sus bailarinas. Según Shaheem Reid, de MTV, todas las mujeres se movían con la precisión «de una fuerza de ataque de las Navy SEAL», matando a la gente con sus bailes sincronizados. Jon Pareles, del New York Times, elogió la actuación y escribió que «Beyoncé no necesita añadir elementos que distraigan su voz, que puede ser etérea o estridente, llorosa o cruel, trepidante con las sílabas en stacatto o prolongada en floridos melismas. Pero estaba en constante movimiento, pavoneándose en diferentes trajes [...]». Tonya Turner, de The Courier-Mail, declaró que la actuación «llevó a los admiradores a [emitir] gritos de cariño».
En Los Ángeles, la artista ofreció una interpretación completa de la canción, vestida con un traje dorado y translúcido, y unos pantis también dorados y brillantes. En la interpretación participaron varios bailarines y el acompañamiento instrumental se ejecutó en directo. Cuando la cantante interpretó la canción en Sunrise, Florida, el 29 de junio de 2009, llevaba una malla dorada resplandeciente. Mientras cantaba, se proyectaron gráficos animados de tocadiscos, amplificadores y otros equipos de sonido por detrás de Beyoncé, los bailarines y los músicos. Por su parte, el acompañamiento instrumental consistió de dos baterías, dos teclados, percusión, una sección de vientos, tres vocalistas llamadas The Mamas y la guitarra de Bibi McGill. «Green Light» figuró en su álbum en directo The Beyoncé Experience Live (2007).

## Lista de canciones
- Descarga digital

| Descarga digital |                                  |          |  |
| N.º              | Título                           | Duración |  |
| 1.               | «Green Light»                    | 3:29     |  |
| 2.               | «Green Light» (Freemasons Remix) | 3:19     |  |

- Reino Unido

| EP digital |                                                        |          |  |
| N.º        | Título                                                 | Duración |  |
| 1.         | «Green Light» (Freemasons Remix)                       | 3:19     |  |
| 2.         | «Beautiful Liar» (Freemasons Club Remix) (con Shakira) | 7:31     |  |
| 3.         | «Déjà Vu» (Freemasons Radio Mix) (con Jay-Z)           | 3:15     |  |
| 4.         | «Ring the Alarm» (Freemasons Club Mix Radio Edit)      | 3:26     |  |

## Posicionamiento en listas

### Semanales
| País (Lista 2007)                     | Mejor posición |
| ------------------------------------- | -------------- |
| Bélgica Flandes (Ultratop 50 Singles) | 10             |
| Irlanda (IRMA)                        | 46             |
| Países Bajos (Single Top 100)         | 19             |

| País (Lista 2007)              | Mejor posición |
| ------------------------------ | -------------- |
| Países Bajos (Dutch Top 40)    | 18             |
| Reino Unido (UK Singles Chart) | 12             |

| País (Lista 2007)              | Mejor posición |
| ------------------------------ | -------------- |
| Reino Unido (UK Singles Chart) | 193            |

## Créditos y personal
Grabación
- Grabado y mezclado en los estudios Sony Music (Nueva York) y Record Plant (Los Ángeles).

Personal
- Andrew Coleman: asistente de grabación.
- Jim Caruana: grabación.
- Sean Garrett: composición.
- Jason Goldstein: mezcla.
- Rob Kinelski: asistente de grabación.
- Beyoncé: voz, composición y producción.
- The Neptunes: producción.
- Steve Tolle: asistente de mezcla.
- Pharrell Williams: composición

Créditos y personal adaptados de las notas del álbum B'Day.